# Nijuuseiki Denki Mokuroku
Nijuuseiki Denki Mokuroku  (яп. 二十世紀電氣目録 нидзю: сэики дэнки мокуроку, «История электричества в двадцатом веке») — ранобэ, написанное Хироси Юки и иллюстрированное Кадзуми Икэдой.

## Сюжет
История разворачивается летом 1907 года, 40-го года эпохи Мэйдзи. 15-летняя Инако Момокава живет в районе Фусими в Киото и является второй дочерью пивовара сакэ. Ничто из того, что она делает, никогда не выходит правильно, и каждый день Инако наказывают. Покой она находит лишь в молитвах богам. Однажды в храме Фусими Инари она встречает молодого человека по имени Кихати Сакамото. Он отвергает богов и гордится наступающим веком электричества.

## Персонажи
Инако Момокава (яп. 桃川いなこ Момокава Инако)
Кихати Сакамото (яп. 坂本喜八 Сакамото Кихати)

## Ранобэ
Книга стала единственным произведением, удостоенным почётного упоминания в категории законченных романов на восьмой Премии Kyoto Animation в 2017 году. Kyoto Animation опубликовала роман под своим импринтом KA Esuma Bunko 10 августа 2018 года.
| № | Дата публикации | ISBN                   |
| - | --------------- | ---------------------- |
| 1 | 10 августа 2018 | ISBN 978-4-907064-88-4 |

### Аниме
27 июля 2018 года в Твиттере KA Esuma Bunko объявил, что ранобэ экранизуют в виде аниме. Производством должна была заняться сама Kyoto Animation, однако в настоящее время статус проекта неизвестен из-за поджога студии, который разрушил главный производственный офис. 7 июля 2021 года на YouTube-канале KyoAni появился рекламный 30-секундный ролик, основанный на сеттинге и визуальном ряде произведения.

## Примечание
1. 1 2  Hodgkins, Crystalyn. KyoAni Reveals Anime Adaptation of 20 Seiki Denki Mokuroku Novel. Anime News Network (27 июля 2018). Дата обращения: 27 июля 2018. Архивировано 27 июля 2018 года.
2. ↑  二十世紀電氣目録 (яп.). Kyoto Animation. Дата обращения: 27 июля 2018. Архивировано 6 апреля 2019 года.
3. ↑  京都アニメーション CM「明治編」 (7 июля 2021). Дата обращения: 13 июля 2021. Архивировано 13 июля 2021 года.